# Нух II
Нух II (перс. نوح‎‎, тадж. Нӯҳи II ибни Мансур; 963 — 22 июля 997) — эмир Саманидского государства. Сын Мансура I

## Биография

### Начало и середина правления

Карта Хорасана, Мавераннахра и Тохаристана

В приходе к власти Нуху помогали его мать и его визирь Абу-ль-Хусейн Абд-Аллах ибн Ахмад Утби. Примерно во время его восшествия на престол Караханиды вторглись и захватили верхнюю часть долины Зерафшан, где находились серебряные рудники Саманидов. В 980 году они нанесли новый удар, захватив Исфиджаб. Утби, однако, был сосредоточен на устранении Абу-ль-Хасана Симджури, саманидского губернатора Хорасана. Визирь считал Абу-ль-Хасана слишком могущественным; ему удалось сместить его с поста в 982 году. Он заменил его одним из своих собственных партизан, тюркским генералом по имени Таш. Абу-ль-Хасан бежал в свой придаток в Кухистане, к югу от Герата.
Экспедиция против Буидов была организована в Хорасане также в 982 году; первоначально она была успешной, но впоследствии силы Саманидов были разгромлены. Вторжение Буидов в государство Саманидов было предотвращено только смертью Азуда ад-Доуле. Утби попытался перегруппировать армию, но был убит сторонниками Абу-ль-Хасана и Фаика.
Смерть Утби вызвала восстание в столице Бухаре; Нух был вынужден обратиться к Ташу за помощью в подавлении восстания. Правитель преуспел в этой задаче и приготовился сражаться с армиями Абу-ль-Хасана и его сына Абу Али вместе с Фаиком. Однако в конце концов он передумал и заключил мир с Симджури и Фаиком. Таш убедил Нуха передать Фаику контроль над Балхом, а Абу Али — над Гератом; Абу-ль-Хасан был восстановлен в Хорасане, в то время как Таш сохранил за собой губернаторство в Хорасане.
Этот мир был нарушен преемником 'Утби Мухаммадом ибн 'Узаиром; визирь соперничал с 'Утби и поэтому недолюбливал Таша. Нух, по совету Мухаммеда, лишил Таша его должности и восстановил Абуль-Хасана на посту губернатора. Таш бежал к Буидам, которые оказали ему помощь. Однако Симджури и Фаик победили его ближе к концу 987 года, и он бежал в Горган, где и умер в 988 году. В том же году Нух назначил Абу Али Дамгани своим новым визирем, но позже заменил его Абу Насром Ахмадом в качестве своего визиря. Однако шесть месяцев спустя Абу Наср Ахмад был убит гулямами из дворца Нуха, а Абу Али Дамгани вскоре был вновь назначен визирем Нуха.
Абу-ль-Хасан также умер примерно в это же время; его сын Абу-Али сменил его на посту губернатора Хорасана. Это значительно увеличило его власть, и этот шаг встревожил Фаика. Ссора между ними переросла во вражду; Абу Али победил Фаика в битве, которая произошла примерно в 990 году. Во время своего отступления Фаик попытался захватить Бухару, но тюркский генерал Нуха, Бегтузун нанес ему ещё одно поражение. Затем Фаик направился обратно в Балх. Нуху удалось убедить нескольких своих вассалов мобилизовать свои силы против Фаика, но последний сохранил свою позицию

### Караханиды и конец правления

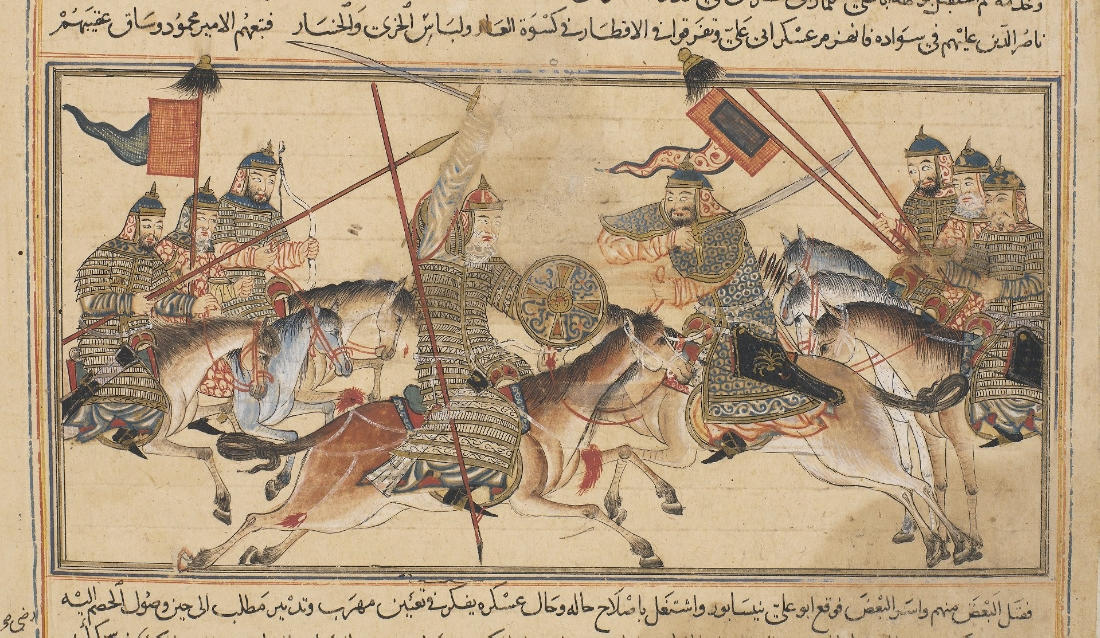
Изображение битвы в Хорасане в августе 994 года между Саманидами и двумя тюркскими повстанцами Фаиком и Абу Али Симджури.

Караханиды, которые в дополнение к захвату территории Саманидов унаследовали несколько мелких тюркских княжеств, которые были практически независимы от Бухары, предприняли полномасштабное вторжение в конце 991 года. Их правитель Сатук Богра-хан уничтожил армию, посланную Нухом, чтобы остановить его. Затем эмир помиловал Фаика и дал ему пост губернатора Самарканда в обмен на обещание последнего бороться с Караханидами. Однако через некоторое время Фаик сдался Богра-хану, который затем двинулся на Бухару. Нух бежал, а Караханиды вошли в столицу поздней весной 992 года, где им удалось захватить Абу Али Дамгани. Затем эмир обратился к Абу Али, все ещё проживающему в Нишапуре, столице провинции Хорасан. Он обратился к нему за помощью, но тот сначала отказался. Ситуация изменилась, когда Богра-хан заболел в Бухаре; он сделал дядю Нуха Абд аль-Азиза правителем Саманидов в качестве марионетки Караханидов, отправился в Самарканд, а затем умер по дороге на север. В тот же период умер Абу Али Дамгани, находившийся в плену у Караханидов. Гарнизон, оставленный в Бухаре, был разгромлен Нухом летом того же года, который ослепил и заключил в тюрьму Абд аль-Азиза.
Фаик попытался сам захватить Бухару, но потерпел поражение. Затем он бежал к Абу Али; они уладили свои прошлые разногласия и решили положить конец правлению Саманидов. Сначала они начали завоевывать мелкие княжества, поддерживавшие Саманидов; Абу Али вторгся в Гарчистан и изгнал его правителя шаха Мухаммеда вместе с его отцом Абу Насром Мухаммедом из региона. Затем Нух обратился за помощью к Себук-Тегину из Газны. Газневиды согласились оказать помощь, и силы Нуха были дополнительно усилены с помощью Хорезма и нескольких других его вассалов. Битва в Хорасане в августе 994 года завершилась сокрушительной победой эмира и его союзников. Повстанцы бежали в Горган; Нух наградил Себук-Тегина и его сына Махмуда титулами, а также передал Махмуду губернаторство в Хорасане.
В 995 году Абу Али и Фаик вернулись с новыми силами и изгнали Махмуда из Нишапура. Себук Тегин встретился со своим сыном, и вместе они разгромили повстанцев близ Туса. Абу Али и Фаик бежали на север; последний искал убежища у Караханидов. Нух, однако, простил Абу Али и отправил его в Хорезм. Хорезм-шах, который владел южным Хорезмом как вассал Саманидов, заключил Абу Али в тюрьму. Оба они были захвачены в плен, когда саманидский правитель северного Хорезма вторгся из Гургандж. Он аннексировал южный Хорезм и отправил Абу Али обратно к Нуху. Эмир отправил его к Себук Тегину в 996 году, и впоследствии он был казнен Газневидами.
Фаик тем временем пытался убедить преемника Богра-хана, Наср-хана начать кампанию против Саманидов. Однако Караханиды вместо этого заключили мир с Нухом. Фаик был помилован и получил обратно пост губернатора Самарканда. Хотя мир, наконец, был установлен, предшествовавшие ему годы конфликта сильно ударили по Саманидам; Караханиды взяли под свой контроль большую часть северо-востока, в то время как Газневиды укрепились в Хорасане и землях к югу от Амударьи. Губернатор Хорезма лишь номинально признал власть Нуха. Именно в таком сильно ослабленном состоянии Нух покинул государство Саманидов, когда умер в 997 году. Ему наследовал его сын Мансур II.